# Abdou Diouf
Abdou Diouf (ur. 7 września 1935 w Louga) – senegalski polityk, w latach 1970–1980 premier Senegalu, w latach 1981–2000 prezydent kraju. W latach 2003–2014 sekretarz generalny Międzynarodowej Organizacji Frankofonii.
W latach 1985–1986 i 1992–1993 sprawował urząd przewodniczącego Organizacji Jedności Afrykańskiej.

## Życiorys
Urodził się w Louga. Ukończył tam szkołę podstawową i średnią. Studiował prawo na uniwersytecie w Dakarze i na Sorbonie w Paryżu. W 1959 ukończył studia. W 1960 powrócił do Senegalu. W listopadzie 1960 został asystentem sekretarza generalnego rządu. W czerwcu 1961 został sekretarzem generalnym ministerstwa obrony. W 1961 wstąpił do Senegalskiego Związku Postępowego.
W grudniu 1961 został gubernatorem regionu Sine-Saloum. Pracował w tym stanowisku do grudnia 1962, kiedy został dyrektorem gabinetu w ministerstwie spraw zagranicznych. W maju 1963 został przeniesiony na stanowisko dyrektora gabinetu prezydenta Leopolda Senghora, gdzie pozostał do grudnia 1965. W styczniu 1964 został sekretarzem generalnym prezydenta, służąc na tym stanowisku do marca 1968. Następnie objął stanowisko ministra planowania i przemysłu. Pozostał na nim do lutego 1970, kiedy został mianowany premierem. Funkcję premiera sprawował do końca 1980. Od 1 stycznia 1981 był prezydentem Senegalu.
W 1983 zostały rozpisane wybory parlamentarne. Na skutek liberalizacji systemu wyborczego w wyborach brało udział 14 partii politycznych. Pomimo udziału opozycji, Diouf zdobył 83,5% głosów. W 1985 strony sporu próbowały zawrzeć koalicję. Rozmowy zostały przerwane ze względu na to, że koalicje były zakazane przez konstytucję. W tym samym roku Abdoulaye Wade, główny przeciwnik polityczny Dioufa, został tymczasowo aresztowany za nielegalne demonstracje. W lutym 1988 odbyły się kolejne wybory prezydenckie, w których urzędujący prezydent zdobył 72,3% głosów dzięki oszustwom wyborczym i wprowadzeniu stanu wyjątkowego po wyborach.
W 1986 Diouf wdrożył program walki z AIDS. Zachęcał organizacje społeczne, przywódców chrześcijańskich i muzułmańskich do starań na rzecz podniesienia świadomości na temat AIDS. Rezultatem akcji był spadek ilości osób zakażonych w Senegalu poniżej 2%.
Diouf został ponownie wybrany w lutym 1993 z 58% poparciem na 7-letnią kadencję. W pierwszej turze wyborów w 2000, 27 lutego zdobył 41,3% głosów, podczas gdy lider opozycji Abdoulaye Wade zdobył 30,1%. W drugiej turze w dniu 19 marca prezydent otrzymał jedynie 41,5% głosów, wobec 58,5% dla Wade. Diouf przyznał się do porażki i odszedł z urzędu 1 kwietnia. Swoją porażkę wyborczą określał jako znaczące wydarzenie w zakresie działalności na rzecz afrykańskiego pokoju. Po transferze władzy, prezydent Wade powiedział, że Diouf powinien otrzymać Pokojową Nagrodę Nobla za oddanie urzędu bez użycia przemocy.